# 明兴多夫
明兴多夫是奥地利下奥地利州默德灵县的一个市镇。总面积19.9平方公里，总人口2311人，人口密度116.1人/平方公里（2005年）。